# AS Cittadella
Associazione Sportiva Cittadella  este un club de fotbal din Cittadella, Veneto, care evoluează în Serie B, a doua ligă de fotbal din Italia. A fost fondat în anul 1973 prin fuziunea echipelor U.S. Cittadellense și A.S. Olympia. După ce au învins echipa Cremonese în play-off-ul Seriei C1, a câștigat promovarea în Serie B, acolo unde a mai jucat două sezoane (din 1999 până în 2001).
După promovarea în Serie B, clubul a jucat pe Stadio Euganeo în Padua și, în încercarea de a atrage fani, a fost redenumit caA.S. Cittadella Padova, Padova fiind munincipiul Provinciei Padova.
Pentru sezonul de Serie B 2008-09, clubul a hotărât extinderea arenei Stadio Tombolato la 7.500 de locuri, pentru a putea juca în orașul de proveniență, deși va fi nevoie de acordul special al celor de la FIGC, care cer un stadion de cel puțin 10.000 de locuri pentru Serie B. Între timp, Cittadella va juca pe Stadio Omobono Tenni din Treviso, la 40 de kilometri distanță de orașul de proveniență.